# Sojadrank

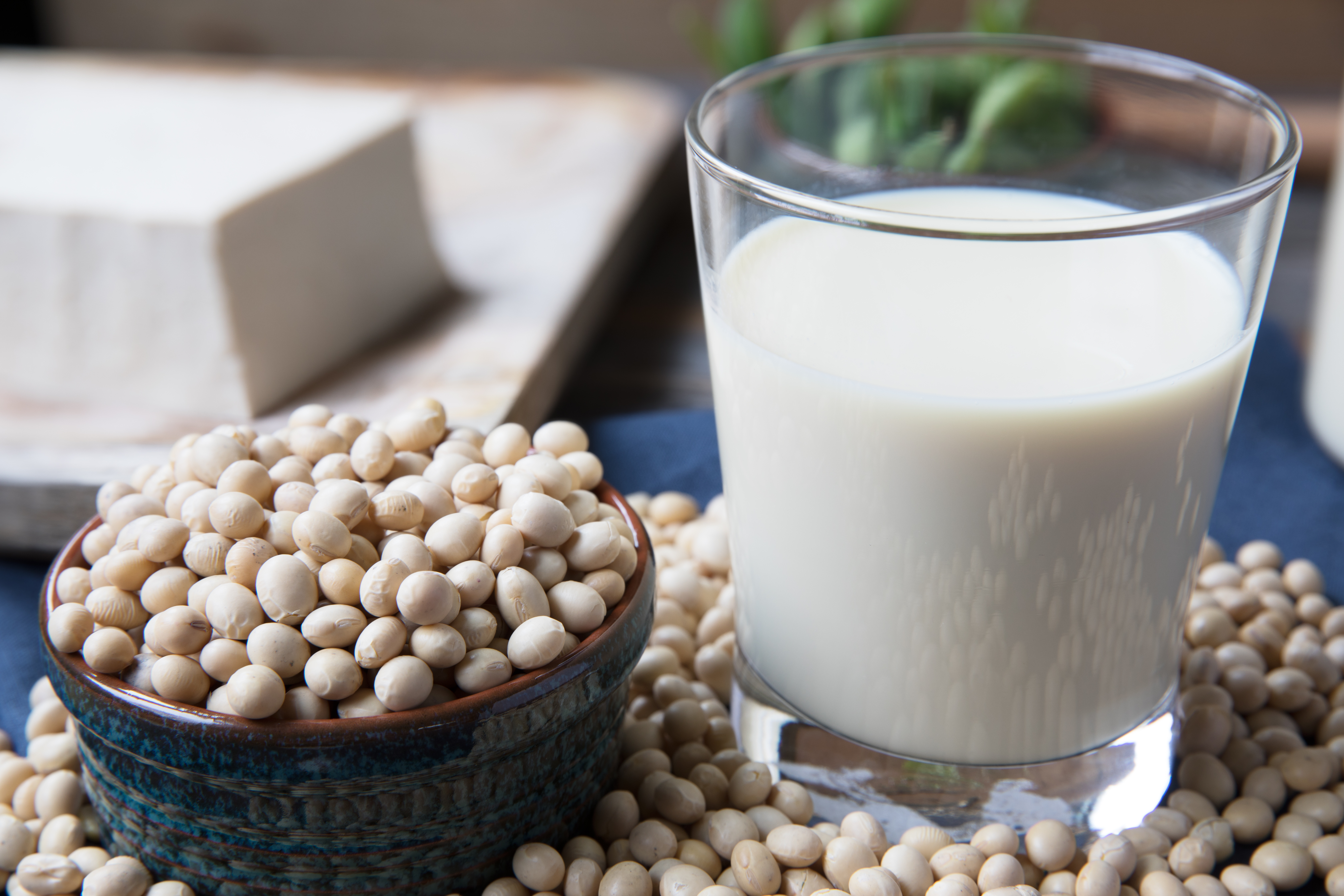
Glas sojamelk met ernaast sojabonen.

Sojamelk of sojadrank is een plantaardige melk gemaakt uit gekookte en gepureerde sojabonen.

## Oorsprong
Sojamelk is van oorsprong afkomstig uit China. De sojaboon werd daar al in de prehistorie gebruikt als voedsel. De ontdekking en ontwikkeling van sojamelk wordt toegeschreven aan Liu An van de Han-dynastie in China (circa 164 v.Chr.). Later werd de sojaboon, en voedselproducten daarop gebaseerd, ook bekend in Japan.
Traditionele sojamelk, een stabiele emulsie van olie, water en proteïne, is niet meer dan een waterextract uit sojabonen. De vloeistof wordt gemaakt door droge sojabonen te laten wellen, en met water fijn te malen. Sojamelk bevat ongeveer dezelfde hoeveelheid proteïnen als koemelk (ongeveer 3,5%), en 2% vet, 2,9% koolhydraten en 0,5% as. Men kan zelf sojamelk maken met traditionele keukenapparatuur of met een sojamelkmachine. Bij de productie van sojamelk komt sojaschroot vrij, dat is in de veehouderij een gewild veevoer.

## Gebruik
In Azië is het een gebruikelijke drank, die ook als maaltijd genuttigd wordt. In het Westen wordt sojamelk vaak gedronken als melkvervanger onder meer door vegetariërs, veganisten en mensen die lactose-intolerant zijn of allergisch zijn voor koemelkeiwit. Sojamelk kan gefermenteerd worden tot sojayoghurt.

## Gezondheid
De voedingswaarde van sojamelk ligt dicht tegen halfvolle koemelk aan. Van nature bevat sojamelk ongeveer dezelfde hoeveelheid (maar niet identieke) proteïnen als koemelk. Aan sojamelk wordt om gezondheidsredenen vaak vitamine B12 en calcium toegevoegd. Sojamelk in deze samenstelling staat in de schijf van vijf.
In tegenstelling tot koemelk bevat sojamelk weinig verzadigde vetten en geen cholesterol, wat hart- en vaatziekten helpt voorkomen. En sojamelk bevat in tegenstelling tot koemelk geen lactose, een suiker waarvan veel volwassenen (buiten Europa) het vermogen om het te verteren zijn verloren. 
 Sojamelk wordt als gezond alternatief voor koemelk gezien onder andere vanwege het positieve effect op het bloedsuikergehalte bij diabetes, het natuurlijke gehalte vitamine E en onverzadigde vetten. 
Vanwege de relatief hoge aanwezigheid van isoflavonen in soja is veel onderzoek gedaan naar mogelijke hormoonverstorende effecten. Omdat isoflavonen voorbij de placenta kunnen, heeft de Nederlandse Gezondheidsraad uit voorzorg voor zwangeren een bovengrens van 1 mg isoflavonen per kg lichaamsgewicht vastgesteld.

## Milieu
De productie van een liter sojamelk kost 0,6 kilo CO₂, een liter koemelk kost 1,2 kilo CO₂.
De grootschalige aanplant van sojabonen gaat ten koste van bos en natuurgebieden; een groot deel daarvan is echter als veevoer.